# Eulepidotis regalis
Eulepidotis regalis là một loài bướm đêm trong họ Erebidae.